# رژوسکی در برابر ناپلئون (فیلم ۲۰۱۲)
رژوسکی در مقابل ناپلئون (به انگلیسی: Rzhevsky Versus Napoleon) یک فیلم کمدی محصول سال ۲۰۱۲ کشور روسیه به کارگردانی ماریوس وایسبرگ است.
ژان کلود ون دام موافقت کرد که در فیلم به صورت رایگان بازی کند، فقط هزینه‌های اقامتش در کشور روسیه پرداخت شود.

## بازیگران
- پائول درو یاکو … دستیار رشوکی / کنتس
- ولودیمیر زلنسکی … ناپلئون بناپارت
- سوتلانا خودچنکووا … ناتاشا روستووا
- میکائیل گالوستیان … مارکی
- میخائیل یفریمف … لئو تولستوی
- مارت بشاروف … پیتر بگریگتون
- اوژن کوشوی به عنوان چپ
- کسنیا سابچاک … مادام
- آنا سمینوویچ
- ژان کلود ون دام … خودش
- ولادیمیر سیمونوف … میخائیل کوتوزوف
- دیمیتری محمدام … میشل نی

## نقدها
این فیلم بیشترین نقدهای منفی را از سوی منتقدین سینما دریافت کرد.